# Euphorbia kanaorica
Euphorbia kanaorica är en törelväxtart som beskrevs av Pierre Edmond Boissier. Euphorbia kanaorica ingår i släktet törlar, och familjen törelväxter. Inga underarter finns listade i Catalogue of Life.